# Lupta de la Momâia (1917)
Lupta de la Momâia a fost o acțiune militară de nivel tactic, desfășurată pe Frontul Român, în timpul campaniei din anul 1916 a participării României la Primul Război Mondial. Ea s-a desfășurat în ziua de 15/28 februarie 1917 și a avut ca rezultat rectificarea frontului în favoarea forțelor române, în ea fiind angajate forțe române din Divizia 15 Infanterie și forțe ale Puterilor Centrale din Divizia 187 Infanterie germană. A făcut parte din acțiunile militare care au avut loc în stabilizarea frontului pe Siret.:p. 43

## Comandanți

### Comandanți români
- General Eremia Grigorescu

### Comandanți ai Puterilor Centrale
- General Edwin Sunkel